# Ji Dan
Ji Dan (xinès simplificat: 季丹) (Harbin 1963 - ) Periodista, productora i directora de cinema xinesa. Especialista en cinema documental.

## Biografia
Ji Dan va néixer l'any 1963 a Harbín, província de Heilongjiang (Xina). El 1987 es va llicenciar en literatura a la Universitat Normal de Pequín, i l'any següent, va marxar al Japó per continuar els seus estudis, a la Universitat de Yokohama, després a la Universitat Seika de Kyoto. Abans de començar la seva activitat com a documentalista, com a periodista va treballar l'agència de notícies japonesa Asia Press International, per la televisió japonesa NHK, i la televisió coreana Korean Broadcasting System.

#### Carrera cinematogràfica
Abans d'anar al Tibet va filmar un documental a cavall entre el Japó i la Xina sobre les dones japoneses que van romandre a la Xina, a Dongbei, després del final de la segona guerra sino-japonesa (日本战后残留妇女在中国).

##### Experiència tibetana
El 1994, va passar un any al petit poble de Lazi (拉孜), a la regió de Shigatse. Es va anar integrant poc a poc a la vida d'aquesta petita comunitat; En particular, va participar en trobades de gent gran, tres cops al mes, familiaritzant-se amb la seva llengua i la seva filosofia de vida i mort. Com a resultat de les seves experiències va rodar dos documentals amb la col·laboració de Sha Qing (沙青), que també començava com a documentalista independent. El primer, primer documental, "The Elders" (老人们), relata la vida de la gent gran del poble i es va estrenar mundialment al Festival Internacional de Cinema Documental d'Amsterdam el 1999; el segon, "The Happy Life of Gongbo" o "Gongbo's Happy Life" (贡布的幸福生活), es va presentar l'any 2000 al Festival Internacional de Documentals de Taiwan, i després al Festival Yunfest (Yunnan Multi Culture Visual Festival) de Yunnan el 2003.
El 2009 va rodar "The Spiral Staircase of Harbin" (哈尔滨旋转楼梯). Descriu la vida del seu barri natal i dels seus antics veïns tal com els troba després de trenta anys d'absència. Va guanyar el Festival Internacional de cinema Documental de Yamagata (Japó) i el Chinese Documentary Film Festival.
El 2000 va anar al districte de Fugu (府谷县), al nord de Shaanxi, per filmar "Spirit Home" o "Clouds on the Earth" (地上流云) i el 2002, va ser codirectora i productora del documental de Sha Qing "Wellspring" (在一起的时光). En tornar de Shaanxi, va fer una pel·lícula sobre els pacients terminals en un hospital de Pequín.
L'any 2007, va rebre el suport de la Fundació Panstar del Festival Internacional de Cinema de Busan per fer un documental sobre el moviment anti-dretà de finals dels anys 50 a la Xina. El resultat va ser "El somni de la ciutat buida" (空城一梦). El documental pretén mostrar les conseqüències personals a llarg termini d'aquell procés, a través de dos personatges: un antic dretà perseguit, que ara te setanta anys, i que finalment es va retrobar amb el seu fill que tenia set anys en el moment de la condemna del seu pare. La pel·lícula dissecciona els seus records d'aquest període de malson i els seus sentiments profunds, abans no expressats.
L'any 2011, Ji va sorprendre de nou amb un documental sobre una altra temàtica complexe. A "When The Bough Breaks” (危巢) relata l'experiència vital d'una família i els seus fills que viuen del reciclatge d'escombraries vivint en una muntanya de residus. Es va estrenar a la quinzena de documentals del MoMA, i al Festival Yunfest el 2011. Va ser una de les pel·lícules destacades al Festival Internacional de Cinema de Rotterdam, el gener de 2012. En una entrevista a "Dgeneratefilms" del 29 de febrer de 2012 , JI va fer aquestes reflexions sobre el rodatge del documental i les possibles reaccions del públic: 
" Pel que fa al públic xinès en concret, espero que vegi aquesta pel·lícula. Crec que ens és tan fàcil allunyar-nos dels pobres o rebutjar-los com a senzills i incults i mirar-los només amb una mena de compassió ambigua. De fet, quan vaig començar aquest projecte, probablement vaig descartar filmar aquestes persones i vaig sentir que només podia influir-hi o ajudar-les. Però he presenciat aquests nens i són tremendament forts, increïblement vitals. Han fet front a coses que ni tan sols puc començar a imaginar. Els seus esperits són molt més forts del que puc imaginar. No són impotents ni simples; realment no els entenem. Així doncs, espero que el públic xinès realment entengui la pel·lícula. Al principi, els nens odiaven molt la càmera. Ho veien com un símbol de gent que no els entenia: mitjans de comunicació que els venien a entrevistar. Els periodistes van suposar que als nens els encanta aquesta atenció de ser entrevistats. En realitat, els nens odien això. Cada cop que els mitjans apareixien per filmar-los recollint escombraries, els nens veuen aquesta falsa cara de benevolència. Per tant, tot el procés de rodatge va ser bastant complex."   
El 2023 va filmar "Baya" un documental de 3 hores que mitjançant la història de Baya (芭雅), una dona gran de l'ètnia Zhuang (壮族), explica la problemàtica dels anomenats a Xina, "nens que es queden enrere" (留守儿童) que són nens que es queden a viure a les regions rurals del país,mentre que els seus pares marxen a treballar a les zones urbanes. En molts casos, aquests nens són cuidats per avis o amics de la família, que romanen a les regions rurals.

## Filmografia destacada
| Any  | Títol xinès    | Títol anglès               |
| ---- | -------------- | -------------------------- |
| 1999 | 贡布的幸福生活 | Gongbo’s Happy Life        |
| 1999 | 老人们         | The Elders                 |
| 2006 | 地上流云       | Spirit Home                |
| 2007 | 空城一夢       | Dream of the Empty City    |
| 2008 | 哈尔滨旋转楼梯 | Spiral Staircase of Harbin |
| 2011 | 危巢           | When the Bough Breaks      |
| 2023 | 芭雅           | Baya                       |